# 高柠檬酸
高柠檬酸（英語：Homocitric acid）是一种化学式为HOC(CO2H)(CH2CO2H)(C2H4CO2H)的有机化合物，这种三元羧酸是某些固氮酶中心的铁钼辅因子的组成成分。生物化学家通常将此辅因子称为高柠檬酸盐，它为铁钼原子提供缀合物碱基，使其在水中呈中性。
高柠檬酸比柠檬酸在分子中间多了一个亚甲基基团，因此称为“高”（拉丁語：homo）。但与柠檬酸不同的是，高柠檬酸是一种手性分子，存在两种对应异构体。此外，高柠檬酸还能自发形成内酯：

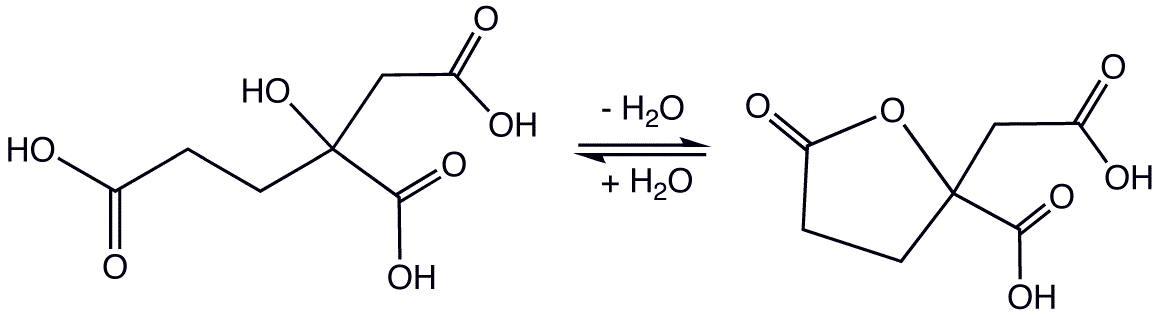